# Huscarl

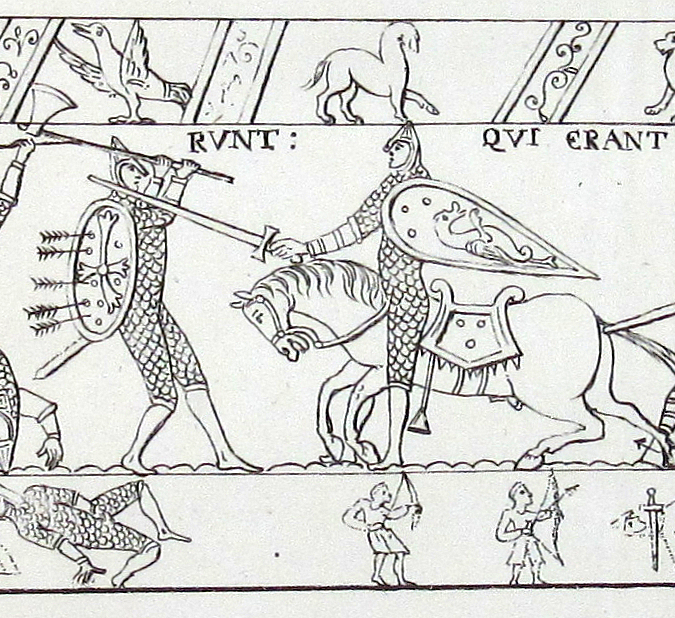
Essa parte da tapeçaria de Bayeux, ilustra a luta entre um cavaleiro normando e um Huscarl, que manuseia um machado usando as duas mãos, na Batalha de Hastings.

Huscarls eram soldados responsáveis pela defesa dos reis escandinavos. O termo vem do norueguês antigo "huskarl" (Huskarle, que literalmente significa "homem da casa"). Sua origem denota, portanto, homens armados para defender uma casa. Posteriormente, os huscarls tornaram-se o primeiro corpo apenas de soldados profissionais nos reinos da Escandinávia, (com a exceção ocasional de alguns mercenários) com o resto das tropas e milícias formadas por fazendeiros. Os huscarls, geralmente armados com o grande machado dinamarquês, podem ter atingido 2.000 membros em alguns domínios.
Os huscarls foram introduzidos na Inglaterra após a conquista do rei dinamarquês Canuto, o Grande, em 1016.  Em tempos de paz, os huscarls passaram a executar algumas tarefas administrativas, embora a maioria continuasse comprometido com a guerra e defesa do rei e dos seus representantes.
Após recuperar a independência, os reis anglo-saxões mantiveram o serviço dos huscarls. O declínio desses veio com a derrota anglo-saxã na Batalha de Hastings, em 1066, onde a grande maioria foram mortos pelos invasores normandos de Guilherme, o Conquistador. No entanto, alguns deles conseguiram escapar da batalha e exilar-se no continente, onde se tornaram mercenários de várias casas nobres e reais da Europa. Uma parcela desses huscarls entrou ao serviço do Império Bizantino, no século XII, que se fundiu com a Guarda Varegue que protegia o imperador. Desde então, era conhecida como "Guarda Inglesa".